# 萨克索·格拉玛提库斯

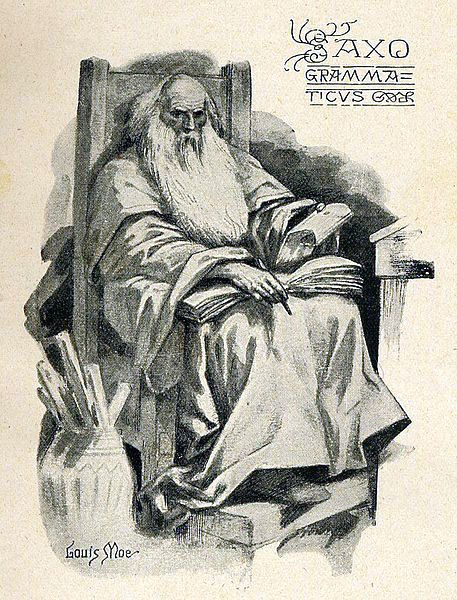
萨克索，丹麦裔挪威插画家路易斯·穆厄作

萨克索·格拉玛提库斯 (Saxo Grammaticus；c. 1150 – c. 1220)，又称Saxo cognomine Longus，是丹麦史学家，神学家和作家。据说他曾任职过阿布萨隆大主教的神职人员或秘书，也是瓦爾德馬一世最看重的谋臣。丹麦的第一部通史《丹麦人的事迹》就是他的著作。